# Địa lý Campuchia
Campuchia là một quốc gia tại Đông Nam Á, nằm bên bờ vịnh Thái Lan và nằm giữa các nước Thái Lan, Việt Nam và Lào. Quốc gia này có 2.572 km đường biên giới, trong đó với Việt Nam là 1.228 km, với Thái Lan là 803 km và với Lào là 541 km, cùng với 443 km đường bờ biển. Vùng biển của Campuchia rộng 17.237 km2 (6.655 dặm vuông Anh), với 4 tỉnh giáp biển: tỉnh Sihanoukville, tỉnh Kampot, tỉnh Koh Kong, và tỉnh Kep. Campuchia có diện tích 181.040 km². Nằm hoàn toàn trong vùng nhiệt đới;, và có múi giờ Đông Dương (ICT). điểm cực nam của Campuchia chỉ nằm khoảng trên 10° vĩ Bắc. Lãnh thổ Campuchia có hình vuông, phía bắc giáp Thái Lan và Lào, phía đông và đông nam giáp Việt Nam, còn phía tây nam và tây là vịnh Thái Lan và Thái Lan. Phần lớn diện tích Campuchia là các đồng bằng gợn sóng và gần như nằm ở trung tâm. Đỉnh cao nhất Campuchia là Phnom Aural, với độ cao 1.810 mét (5.938 ft) trên mực nước biển. Sông Mê Kông, chảy từ bắc đến nam đất nước và là con sông dài thứ 12 trên thế giới. Nước sông Mê Kông phân tán vào các vùng đất ngập nước xung quanh miền trung Campuchia và ảnh hưởng mạnh mẽ đến tính chất theo mùa của hồ Tonlé Sap.
Campuchia có khí hậu gió mùa với mùa khô và mùa mưa kéo dài trong một khoảng thời gian tương đối bằng nhau. Nhiệt độ và độ ẩm thường ở mức cao quanh năm. Rừng chiếm khoảng 2/3 diện tích đất nước, song đã bị suy thoái phần nào tại các khu vực dễ tiếp cận do bị đốt để để chuyển đổi thành đất nông nghiệp.

## Địa hình

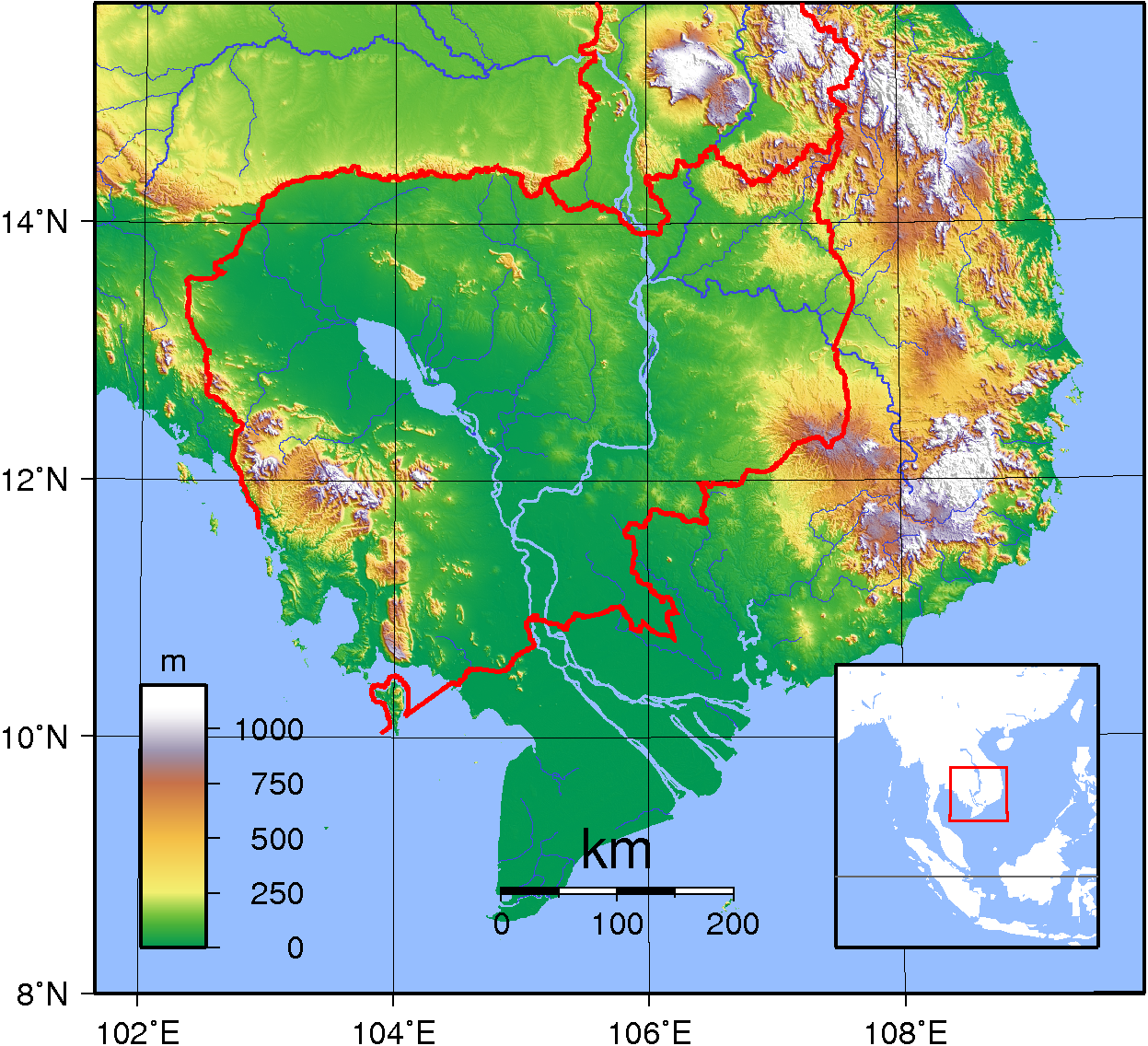
Địa hình Campuchia

Campuchia nằm trong một vài vùng địa lý xác định. Phần lớn diện tích đất nước (khoảng 75%), gồm bồn địa Tonle Sap và vùng đất thấp Mê Kông. Ở phía đông nam của khu vực rộng lớn này là đồng bằng châu thổ Mê Kông, trải dài qua miền Nam Việt Nam cho đến Biển Đông. Các vùng bồn địa và đồng bằng bị bao quanh bởi Phnom Kravanh (dãy núi Bạch đậu khấu') và dãy núi Damrei (Con Voi) ở phía tây nam và ở phía bắc là dãy núi Dangrek. Vùng đất cao hơn ở đông bắc và phía đông hợp với vùng Tây Nguyên của Việt Nam. Khu vực bồn địa Tonle Sap và đất thấp Mê Công chủ yếu là các đồng bằng có độ cao dưới 100 mét. Ở những nơi cao, địa hình lượn sóng và bị cắt xẻe.
Phnom Kravanh ở phía tây nam, chạy theo hướng chung là tây bắc-đông nam, có nhiều nơi cao trên 1.500 mét. Đỉnh núi cao nhất Campuchia--Phnom Aural, cao độ 1.771 mét—nằm ở phần phía đông của dãy núi này. Dãy Damrei, phần kéo dài về phía nam và đông nam của Phnom Kravanh, có độ cao từ 500 đến 1.000 mét. Ở phía tây của hai dãy núi này là một vùng đồng bằng duyên hải hẹp, bao gồm cả vịnh Kampong Saom, là một phần của vịnh Thái Lan. Khu vực này phần lớn nằm trong tình trạng biệt lập cho đến khi mở cảng Kampong Saom (tên cũ của Sihanoukville) và việc xây dựng một tuyến đường bộ và đường sắt kết nối Kampong Saom, Kampot, Takeo, và Phnôm Pênh vào thập niên 1960.
Dãy núi Dangrek tạo thành rìa phía bắc của bồn địa Tonle Sap và có các vách núi dốc đứng với độ cao khoảng 500 mét, đỉnh cao nhất trong dãy là 700 mét. Dãy núi dốc đứng về phía nam và cũng là rìa phía nam của cao nguyên Khorat tại Thái Lan. Đường phân nước dọc theo các dốc đứng tạo thành biên giới tự nhiên giữa Thái Lan và Campuchia. Con đường chính qua một cửa ngõ của dãy núi Dangrek tại O Smach kết nối tây bắc Campuchia với Thái Lan. Mặc dù vậy, về tổng thể các dốc đứng này đã làm cản trở việc thông thương giữa hai quốc gia. Giữa phần phía tây của dãy Dangrek và phần phía bắc của Phnom Kravanh là phần kéo dài của bồn địa Tonle Sap và hợp vào vùng đất thấp tại Thái Lan, cho phép di chuyển dễ dàng từ biên giới đến Bangkok.
Dãy núi Dangrek tại mép phía bắc của lưu vực sông Tonle Sap bao gồm một vách núi dốc đứng với độ cao trung bình khoảng 500 m, điểm cao nhất trong số đó đạt đến hơn 700 mét. Vách núi phải đối mặt với phía nam và là rìa phía nam của cao nguyên Korat, Thái Lan. Lưu vực dọc theo vách đá đánh dấu ranh giới giữa Thái Lan và Campuchia. Các con đường chính thông qua một vượt qua dãy núi Dangrek O Smach kết nối Tây Bắc Campuchia với Thái Lan. Mặc dù con đường này và những người đang chạy qua một vài đường chuyền khác, nói chung vách cản trở giao tiếp dễ dàng giữa hai nước. Giữa các phần phía tây của Dangrek và một phần phía bắc của các dãy núi Cardamom, tuy nhiên, nằm một phần mở rộng của các lưu vực sông Tonle Sap sáp nhập vào vùng đất thấp ở Thái Lan, cho phép truy cập dễ dàng từ biên giới đến Bangkok. Thung lũng Mê Kông, một tuyến đường giao thương giữa Campuchia và Lào, phân tách phần phía đông của dãy núi Dangrek và cao nguyên đông bắc. Ở phía dông nam, đồng bằng châu thổ sông Mê Kông có các tuyến giao thương bằng cả đường bộ và đường thủy giữa hai nước.

## Khí hậu
| Dữ liệu khí hậu của Sihanoukville, Cambodia | Dữ liệu khí hậu của Sihanoukville, Cambodia | Dữ liệu khí hậu của Sihanoukville, Cambodia | Dữ liệu khí hậu của Sihanoukville, Cambodia | Dữ liệu khí hậu của Sihanoukville, Cambodia | Dữ liệu khí hậu của Sihanoukville, Cambodia | Dữ liệu khí hậu của Sihanoukville, Cambodia | Dữ liệu khí hậu của Sihanoukville, Cambodia | Dữ liệu khí hậu của Sihanoukville, Cambodia | Dữ liệu khí hậu của Sihanoukville, Cambodia | Dữ liệu khí hậu của Sihanoukville, Cambodia | Dữ liệu khí hậu của Sihanoukville, Cambodia | Dữ liệu khí hậu của Sihanoukville, Cambodia | Dữ liệu khí hậu của Sihanoukville, Cambodia |
| Tháng                                       | 1                                           | 2                                           | 3                                           | 4                                           | 5                                           | 6                                           | 7                                           | 8                                           | 9                                           | 10                                          | 11                                          | 12                                          | Năm                                         |
| ------------------------------------------- | ------------------------------------------- | ------------------------------------------- | ------------------------------------------- | ------------------------------------------- | ------------------------------------------- | ------------------------------------------- | ------------------------------------------- | ------------------------------------------- | ------------------------------------------- | ------------------------------------------- | ------------------------------------------- | ------------------------------------------- | ------------------------------------------- |
| Trung bình ngày tối đa °C (°F)              | 29 (84)                                     | 29 (84)                                     | 29 (84)                                     | 30 (86)                                     | 31 (88)                                     | 30 (86)                                     | 29 (84)                                     | 29 (84)                                     | 29 (84)                                     | 29 (84)                                     | 30 (86)                                     | 29 (84)                                     | 29 (85)                                     |
| Tối thiểu trung bình ngày °C (°F)           | 25 (77)                                     | 26 (79)                                     | 27 (81)                                     | 28 (82)                                     | 28 (82)                                     | 28 (82)                                     | 27 (81)                                     | 27 (81)                                     | 27 (81)                                     | 27 (81)                                     | 26 (79)                                     | 25 (77)                                     | 27 (80)                                     |
| Lượng Giáng thủy trung bình mm (inches)     | 44 (1.7)                                    | 30.6 (1.20)                                 | 63.1 (2.48)                                 | 129.5 (5.10)                                | 190 (7.5)                                   | 301.1 (11.85)                               | 305 (12.0)                                  | 378.9 (14.92)                               | 351.1 (13.82)                               | 226.9 (8.93)                                | 120.8 (4.76)                                | 55.5 (2.19)                                 | 2.196,5 (86.45)                             |
| Nguồn: world weather online                 |                                             |                                             |                                             |                                             |                                             |                                             |                                             |                                             |                                             |                                             |                                             |                                             |                                             |

| Dữ liệu khí hậu của Phnom Penh, Cambodia | Dữ liệu khí hậu của Phnom Penh, Cambodia | Dữ liệu khí hậu của Phnom Penh, Cambodia | Dữ liệu khí hậu của Phnom Penh, Cambodia | Dữ liệu khí hậu của Phnom Penh, Cambodia | Dữ liệu khí hậu của Phnom Penh, Cambodia | Dữ liệu khí hậu của Phnom Penh, Cambodia | Dữ liệu khí hậu của Phnom Penh, Cambodia | Dữ liệu khí hậu của Phnom Penh, Cambodia | Dữ liệu khí hậu của Phnom Penh, Cambodia | Dữ liệu khí hậu của Phnom Penh, Cambodia | Dữ liệu khí hậu của Phnom Penh, Cambodia | Dữ liệu khí hậu của Phnom Penh, Cambodia | Dữ liệu khí hậu của Phnom Penh, Cambodia |
| Tháng                                    | 1                                        | 2                                        | 3                                        | 4                                        | 5                                        | 6                                        | 7                                        | 8                                        | 9                                        | 10                                       | 11                                       | 12                                       | Năm                                      |
| ---------------------------------------- | ---------------------------------------- | ---------------------------------------- | ---------------------------------------- | ---------------------------------------- | ---------------------------------------- | ---------------------------------------- | ---------------------------------------- | ---------------------------------------- | ---------------------------------------- | ---------------------------------------- | ---------------------------------------- | ---------------------------------------- | ---------------------------------------- |
| Trung bình ngày tối đa °C (°F)           | 32 (90)                                  | 35 (95)                                  | 36 (97)                                  | 35 (95)                                  | 35 (95)                                  | 33 (91)                                  | 32 (90)                                  | 33 (91)                                  | 32 (90)                                  | 31 (88)                                  | 31 (88)                                  | 31 (88)                                  | 33 (92)                                  |
| Tối thiểu trung bình ngày °C (°F)        | 22 (72)                                  | 23 (73)                                  | 25 (77)                                  | 26 (79)                                  | 26 (79)                                  | 25 (77)                                  | 25 (77)                                  | 25 (77)                                  | 25 (77)                                  | 24 (75)                                  | 24 (75)                                  | 22 (72)                                  | 24 (76)                                  |
| Lượng Giáng thủy trung bình mm (inches)  | 12.8 (0.50)                              | 12.2 (0.48)                              | 36.6 (1.44)                              | 106.2 (4.18)                             | 113.4 (4.46)                             | 116.8 (4.60)                             | 92.0 (3.62)                              | 123.9 (4.88)                             | 179.4 (7.06)                             | 177.0 (6.97)                             | 71.4 (2.81)                              | 34.1 (1.34)                              | 1.075,8 (42.34)                          |
| Nguồn: world weather online              |                                          |                                          |                                          |                                          |                                          |                                          |                                          |                                          |                                          |                                          |                                          |                                          |                                          |

| Dữ liệu khí hậu của Senmonorom, Cambodia | Dữ liệu khí hậu của Senmonorom, Cambodia | Dữ liệu khí hậu của Senmonorom, Cambodia | Dữ liệu khí hậu của Senmonorom, Cambodia | Dữ liệu khí hậu của Senmonorom, Cambodia | Dữ liệu khí hậu của Senmonorom, Cambodia | Dữ liệu khí hậu của Senmonorom, Cambodia | Dữ liệu khí hậu của Senmonorom, Cambodia | Dữ liệu khí hậu của Senmonorom, Cambodia | Dữ liệu khí hậu của Senmonorom, Cambodia | Dữ liệu khí hậu của Senmonorom, Cambodia | Dữ liệu khí hậu của Senmonorom, Cambodia | Dữ liệu khí hậu của Senmonorom, Cambodia | Dữ liệu khí hậu của Senmonorom, Cambodia |
| Tháng                                    | 1                                        | 2                                        | 3                                        | 4                                        | 5                                        | 6                                        | 7                                        | 8                                        | 9                                        | 10                                       | 11                                       | 12                                       | Năm                                      |
| ---------------------------------------- | ---------------------------------------- | ---------------------------------------- | ---------------------------------------- | ---------------------------------------- | ---------------------------------------- | ---------------------------------------- | ---------------------------------------- | ---------------------------------------- | ---------------------------------------- | ---------------------------------------- | ---------------------------------------- | ---------------------------------------- | ---------------------------------------- |
| Trung bình ngày tối đa °C (°F)           | 27 (81)                                  | 31 (88)                                  | 33 (91)                                  | 34 (93)                                  | 33 (91)                                  | 30 (86)                                  | 29 (84)                                  | 29 (84)                                  | 29 (84)                                  | 29 (84)                                  | 28 (82)                                  | 27 (81)                                  | 30 (86)                                  |
| Tối thiểu trung bình ngày °C (°F)        | 17 (63)                                  | 18 (64)                                  | 19 (66)                                  | 21 (70)                                  | 22 (72)                                  | 21 (70)                                  | 21 (70)                                  | 21 (70)                                  | 21 (70)                                  | 20 (68)                                  | 19 (66)                                  | 18 (64)                                  | 20 (68)                                  |
| Lượng Giáng thủy trung bình mm (inches)  | 8 (0.3)                                  | 5.7 (0.22)                               | 16.6 (0.65)                              | 65.2 (2.57)                              | 154.1 (6.07)                             | 183.5 (7.22)                             | 217.7 (8.57)                             | 225.9 (8.89)                             | 231.4 (9.11)                             | 151.9 (5.98)                             | 98.4 (3.87)                              | 15.3 (0.60)                              | 1.373,7 (54.05)                          |
| Nguồn: world weather online              |                                          |                                          |                                          |                                          |                                          |                                          |                                          |                                          |                                          |                                          |                                          |                                          |                                          |

Các tỉnh của Campuchia.

Phân vùng Campuchia theo quân sự.

Phân vùng Campuchia theo tập quán

Giống như phần còn lại của châu Á, khí hậu Campuchia chịu ảnh hưởng của gió mùa, trở thành vùng nhiệt đới ẩm và khô theo mùa một cách rõ rệt. Các luồng không khí của gió mùa gây ra bởi các áp cao và áp thấp. Vào mùa hè, luồng khí từ gió mùa tây nam chứa đầy hơi nước thổi đến từ Ấn Độ Dương.. Luồng khí sẽ đảo ngược vào mùa đông, và gió mùa đông bắc mang đến luồng không khí khô. Gió mùa tây nam mang kéo dài từ giữa tháng 5 đến giữa tháng 9 hay đầu tháng 10, còn gió mùa đông bắc kéo dài từ tháng 11 đến tháng 3. Một phần ba ở phía nam của đất nước có mùa khô kéo dài 2-3 tháng; còn hai phần ba ở phía bắc có 4 tháng mùa khô. Một thời kỳ chuyển tiếp ngắn, đánh dấu bằng một số khác biệt trong độ ẩm nhưng chỉ thay đổi nhỏ trong nhiệt độ, xuất hiện giữa các mùa. Nhiệt độ khá đồng nhất tại toàn bộ khu vực bồn địa Tonle Sap, dao động trung bình khoảng 25 °C (77,0 °F). Nhiệt độ trung bình cao  là 28,0 °C (82,4 °F); nhiệt độ trung bình thấp khoảng 22,98 °C (73,36 °F). Nhiệt độ có thể lên trên 32 °C (89,6 °F), tuy nhiên chỉ xuất hiện và giai đoạn trước khi bắt đầu mùa mưa, song có thể lên tới trên 38 °C (100,4 °F). Nhiệt độ tối thiểu hiếm khi xuống dưới 10 °C (50 °F). Tháng giêng là tháng mát mẻ nhất còn tháng 4 là tháng ấm nhất. Bão nhiệt đới thường đi vào bờ biển Việt Nam song hiếm khi gây thiệt hại cho Campuchia.
Lượng mưa trung bình tại Campuchia thường dao động từ 1.000 và 1.500 milimét (39,4 và 59,1 in). Lượng mưa trung bình từ tháng 4 đến tháng 9 ở bồn địa Tonle Sap và vùng đất thấp Mê Kông là 1.300 đến 1.500 milimét (51,2 đến 59,1 in), song thay đổi đáng kể giữa các năm. Lượng mưa xung quanh bồn địa tăng theo độ cao. Lượng mưa lớn nhất là ở dãy núi dọc theo bờ biển tây nam, với từ 2.500 milimét (98,4 in) đến hơn 5.000 milimét (196,9 in) hàng năm do ảnh hưởng của gió mùa tây nam. Khu vực này có lượng mưa rất lớn tuy nhiên do địa hình nên hầu hết lượng nước chảy ngay ra biển; chỉ có một phần nhỏ đổ vào các con sông chảy trong bồn địa. Độ ẩm vào ban đêm tương đối cao trong suốt năm; thường vượt quá 90%. Vào ban ngày mùa khô, độ ẩm trung bình chỉ khoảng 50% hoặc thấp hơn, nhưng lên mức 60% vào mùa mưa.

## Sông ngòi
Ngoại trừ một số con sông nhỏ ở phía tây nam, hầu hết các con sông và hệ thống sông tại Campuchia đều đổ vào Tonle Sap hay sông Mê Kông. Phnom Kravanh và dãy núi Damrei tạo thành một đường phân nước. Ở phía đông, các công sông đổ nước vào Tonle Sap, trong khi các con sông ở sườn tây chảy ra vịnh Thái Lan. Tuy vậy, ở phía cực nam của dãy Damrei, do ảnh hưởng của địa hình, một số con sông nhỏ chảy về phía nam và lệch sang phía đông của đường phân nước.
Từ biên giới Campuchia-Lào, sông Mê Kông chảy theo hướng nam đến điểm dưới thành phố Kratie, tại đây, sông chảy 50 km về phía tây và sau đó theo hướng tây nam đến thủ đô Phnom Penh. Ở phía trên Kratie, dòng sông có nhiều thác ghềnh, còn từ Kampong Cham, dòng sông khá hiền hòa, và khu vực hai bên bờ sông thường bị ngập lụt vào giai đoạn từ tháng 6 đến tháng 11. Tại Phnôm Pênh, bốn dòng nước gặp nhau ở một điểm gọi là Chattomukh (Bốn mặt). Sông Mê Kông chảy từ hướng đông bắc xuống và sông Tonle Sap nối với Tonle Sap ở tây bắc. Chúng hợp lưu rồi phân ngay thành 2 dòng nước là sông Mê Kông (tức sông Tiền) và sông Basak (sông Hậu), và chảy độc lập với nhau qua vùng dồng bằng châu thổ tại Campuchia và Việt Nam rồi đổ ra Biển Đông.
Lưu lượng nước vào Tonle Sap là tùy thuộc theo mùa. Vào tháng 9 hay tháng 10, dòng chảy của sông Mê Kông, được cấp thêm từ các trận mưa do gió mùa, tăng lên đến điểm mà các dòng chảy qua đồng bằng không thể chứa được nữa. Lúc này, dòng nước bị đẩy về phía bắc theo sông Tonle Sap và đổ vào the Tonle Sap, do đó làm tăng kích thước của hồ từ khoảng 2.590 km² đến khoảng 24.605 km² vào cao điểm mùa lũ. Sau khi nước sông Mê Kông lên đến đỉnh và các dòng chảy phía hạ du có thể chứa được dung tích nước, dòng sông đảo ngược và chảy từ hồ ra sông.
Sau khi nước rút khỏi Tonle Sap, nó để lại một lớp trầm tích mới. Các trận lụt hàng năm, cộng với việc thoát nước yếu quanh hồ, đã biến vùng xung quanh Tonle Sap thành một đầm lầy khó có thể sử dụng cho mục đích nông nghiệp vào mùa khô. Lượng trầm tích lắng đọng trong hồ vào giai đoạn lũ lụt lớn hơn lượng được sông Tonle Sap mang đi sau đó. Dần dấn, hiện tượng bồi lắng hồ có vẻ đang xảy ra; khi mực nước thấp, nó chỉ sâu khoảng 1,5 mét, còn trong mùa lũ, độ sâu là từ 10 đến 15 mét.

## Phân vùng
Đường biên giới của Campuchia phần lớn dựa trên các thỏa ước của người Pháp và các nước láng giềng dưới thời thuộc địa. Đoạn phía bắc trong 800-km biên giới với Thái Lan trùng với đường phân nước của dãy núi Dangrek. 541-km với Lào và 1.228-km với Việt Nam là kết quả của các quyết định hành chính của người Pháp và phần lớn không theo các đặc trưng về mặt tự nhiên.